# شهرام شعرباف
شهرام شَعرباف آهنگساز، خواننده ایرانی و تنظیم کننده گروه اوهام است.
وی در شهریور ۱۳۹۱ توانست پس از ۱۳ سال نخستین اجرای رسمی و زنده گروه اوهام در ایران را تحت عنوان گروه شهرام شعرباف و در سالن اصلی برج آزادی برگزار کند.
در زمستان ۱۳۹۱، وی قطعه آهنگ «همیشه» را به عنوان تیتراژ برنامه «سپید پررنگ» برای شبکه دو صدا و سیما اجرا کرد که آهنگسازی این قطعه را خود شهرام شعرباف انجام داده بود و کلام این اثر نیز سروده وی با همراهی «امیر سنجوری» بود.